# Piggies
«Piggies» (de l'anglès, "Porquets") és una cançó del grup britànic de rock The Beatles, pertanyent al seu àlbum The Beatles, publicat en 1968, més conegut com "The White Album" ("l'Àlbum Blanc"). La lletra i la música van ser compostes per George Harrison i es caracteritza per ser una cançó amb un cert estil barroc. John Lennon va col·laborar amb una línia dels versos, així com amb alguns efectes de so.
L'assassí en sèrie Charles Manson va prendre la línia "what they need's a damn good whacking" ("el que necessiten és una maleïda i bona bufetada") per interpretar que havia d'atacar a la policia. Durant alguns dels seus assassinats, Manson va utilitzar ganivets i navalles ja que aquests utensilis són esmentats en la lletra de la cançó. Les paraules "political piggy", "pig" i "death to pigs" van ser escrites amb la sang de les seves víctimes a la paret de les habitacions on les va assasinar.

## Composició i lletres
Les lletres són un comentari social, que utilitza metàfores com un mitjà per criticar els problemes de les classes socials d'aquells moment històric, aspecte que George Harrison no va abordar en cap altra de les seves composicions amb The Beatles, i fins i tot era inusual a la banda, amb algunes notables excepcions.
Aquesta cançó va ser escrita originalment l'any 1966 i es va treballar per ser inclosa a l'Àlbum Blanc fins al 1968, després que Harrison trobés una còpia del manuscrit a casa dels seus pares en aquest any. La seva mare el va inspirar a la línia "What they need's a damn good whacking" ("el que necessiten és una maleïda i bona bufetada"), i Lennon va contribuir amb la línia "clutching forks and knives to eat their bacon" ("agarrant forquilles i ganivets per menjar la seva cansalada").
Hi havia un vers addicional per escrit de la cançó en 1968, però es va ometre durant l'enregistrament final per raons desconegudes, sense tenir en compte que evidentment resultaven lletres polèmiques. Es tractava de diverses línies en la qual es fa un joc de paraules entre "piggy pranks" ("bromes de porquets”), i "piggy banks." ("guardioles de porquets").

Harrison va reincorporar aquestes línies originalment suprimides a totes les seves actuacions en viu de la cançó durant la dècada de 1990. Una versió es pot escoltar en el seu àlbum doble Live in Japan, de 1992, la qual cosa sembla suggerir una certa disconformitat amb la publicada a l'àlbum dels Beatles. Així diu aquesta versió:

Yeah, everywhere there's lots of piggies
Playing piggy pranks
And you can see them on their trotters
Down at the piggy banks
Paying piggy thanks
To thee pig brother

Traduït al català com a: 

Sí, a tot arreu hi ha un munt de porquets
Jugant a bromes de porquets
I tu pots veure'ls a les seves manetes
A sota, a les guardioles
Pagant gràcies a les guardioles
A aquest germà porc

La lletra original deia "to cut their pork chops" ("per tallar les seves costelles de porc", tal com s'escolta a la versió acústica de l'assaig que apareix al recopilatori Anthology 3). Lennon va crear l'efecte dels sorolls de porc.
El biògraf Walter Everett es refereix a les lletres, com "una comparació orwelliana dels porcs al socialment horrible, quan aparentment s'han refinat els tirans".

## Estructura musical
"Piggies" compta amb un marcat estil barroc, gràcies a la seva textura acompassada amb harmonies un tantdissonants, un segment final amb cors d'opereta i, sobretot, al extens ús del clavecí i el quartet de cordes. No obstant això, aquesta estructura pren un gir inesperat en un moment que es comença a tocar un riff de blues.
Chris Thomas (qui va participar en la producció d'aquesta peça substituint a George Martin, absent en algunes sessions de l'Àlbum Blanc) va tocar el característic clavecí.

## Interpretacions
El criminal Charles Manson va derivar un sentit personal de moltes cançons de l'Àlbum Blanc (cas de Helter Skelter). "Piggies" va ser utilitzada en particular per justificar els atacs contra la classe dirigent blanca, amb les lletres "el que necessiten és una maleïda i bona bufetada" que reflecteix els atacs contra els negres en el que Manson va predir que seria una guerra racial apocalíptica.
Durant els assassinats de Sharon Tate, Leno i Rosemary LaBianca, Gary Hinman i altres, les paraules "political piggy" ("porquets polítics"), "pig" ("porc") i "death to pigs" ("mort als porcs") van ser escrites amb la sang de les víctimes en les parets. En el cas dels assassinats dels LaBianca, es van inserir ganivets i forquilles en els cossos de les víctimes, en referència a la lletra "agafant forquilles i ganivets per menjar la seva cansalada".
En una entrevista en 1980, Harrison va qüestionar la retorçada interpretació que van fer d'ella: "'Piggies' és un comentari social. M'havia quedat atrapat a una línia del mig, fins que a la meva mare se li va ocórrer la lletra, 'What they need is a damn good whacking' ("el que necessiten és una maleïda i bona bufetada") que és una simple bona manera de dir que necessiten una bona pallissa. És necessari per rimar amb 'backing' ("respatller"), 'lacking' ("mancada"), i no tenia absolutament res a veure amb policies dels Estats Units o amb promisucuos de Califòrnia!".

## Recepció de la crítica
A causa del seu context controversial, la cançó va generar criteris molt dividits. En el seu llibre Revolution in the Head: The Beatles' Records and the Sixties, el crític de música Ian MacDonald va descriure "Piggies" com una "sàtira contundent de la societat heterosexual", descartant la cançó com a "terrible" i "una taca vergonyosa a la seva discografia (de Harrison)".
L'escriptor Dominic Pedler, en el seu llibre The Songwriting Secrets of the Beatles de 2003, va expressar una opinió més favorable, citant com efectiu l'ús d'acords dissonants que evoca la dislocació espiritual dels "porquets".
Mentrestant, Everett va analitzar bàsicament les seves qualitats musicals, en assenyalar que "Piggies" és "notable per les seves textures i harmonies barroques".

## Personal
- George Harrison: Guitarra acústica (Gibson J-200) i veu principal
- John Lennon: Efectes de so i cors
- Paul McCartney: Baix (Fender Jazz Bass) i cors
- Ringo Starr: Pandereta
- Chris Thomas: Clavecí
- Henry Datyner: Violí
- Eric Bowie: Violí
- Norman Lederman: Violí
- Ronald Thomas: Violí
- Eldon Fox: Violoncel
- Reginald Kilbey: Violoncel
- John Underwood: Viola
- Keith Cummings: Viola

Informació de Beatles Music History